# ريان يندلي
ريان يندلي (بالإنجليزية: Ryan Lindley)‏ (و. 1989  م) هو لاعب كرة قدم أمريكية، ولاعب كرة قدم كندية أمريكي، ولد في سان دييغو، مركز لعبه هو ظهير ربعي.

## التعليم
تعلم في جامعة سان دييغو الحكومية
.

## روابط خارجية
- ريان يندلي على موقع إي إس بي إن.كوم (أن.أف.أل)3
- ريان يندلي على موقع مرجع كرة القدم المحترفة.كوم (الإنجليزية)
- ريان يندلي على موقع كلية كرة القدم في سبورتس رفرنس.كوم (الإنجليزية)